# Opius diachasmoides
Opius diachasmoides (лат.) — вид паразитических наездников рода Opius из семейства Braconidae (Opiinae). Молдавия. Мелкие наездники (длина менее 2 мм). От близких видов отличается следующими признаками: тело чёрное, гладкое; первая радиомедиальная жилка равна второму отрезку радиальной жилки; брюшко за первым тергитом гладкое. В усиках 15-16 члеников. Паразитоиды. Предположительно, как и у других представителей своего рода, их хозяевами служат мухи семейства Agromyzidae. Вид был впервые описан в 1986 году российским энтомологом Владимиром Ивановичем Тобиасом (Санкт-Петербург, Россия). Первоначально был включён в состав подрода Phaedrotoma (развита ротовая выемка).